# Fekete menet

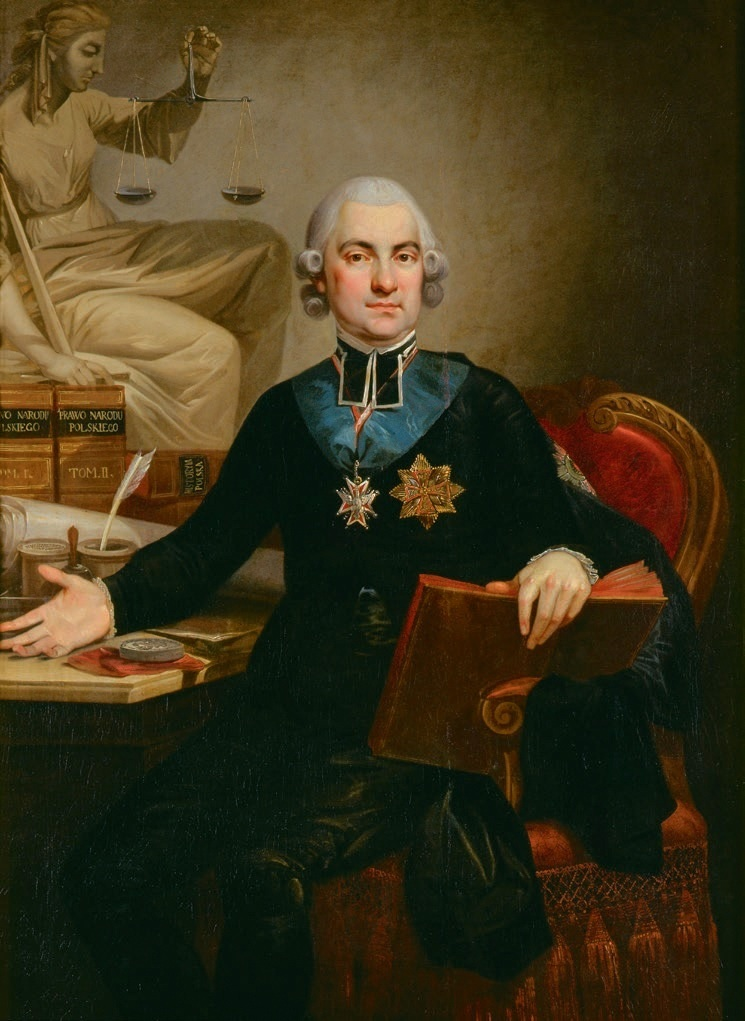
Hugo Kołłątaj (1750-1812), a fekete menet ötletadója és a királynak címzett petíció egyik megfogalmazója

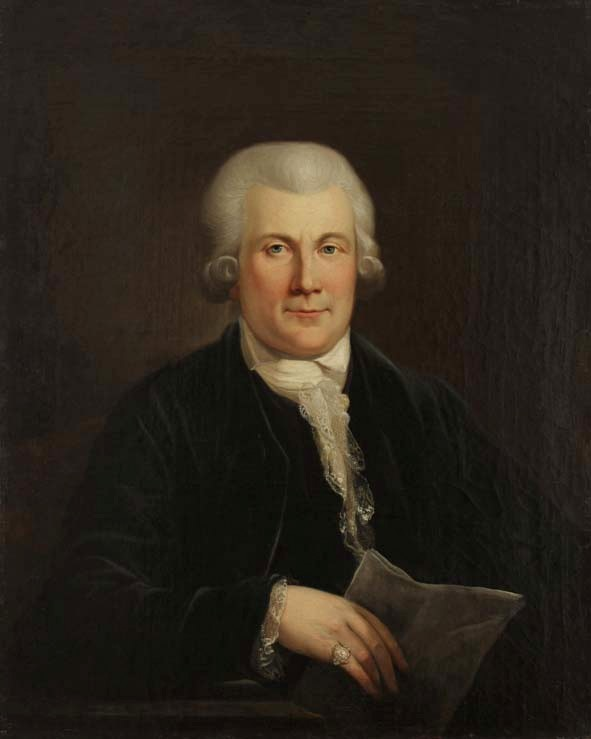
Jan Dekert (1738-1790) Varsó polgármestere, a fekete menet vezetője

Fekete menet (lengyelül: Czarna procesja) 141 királyi város képviselőinek felvonulása 1789. december 2-án Varsóban, a nagy szejm működésének idején.

## Események
Varsó magisztrátusa (önkormányzata) 1789 őszén 141 királyi város küldötteit hívta egybe tanácskozásra abban a reményben, hogy nyomást tudnak gyakorolni a szejmre. Céljuk a városi polgárság jogainak bővítése volt. Hasonló kiváltságokat követeltek maguknak, mint amivel a nemesek (szlachta) rendelkeztek (ingatlan-tulajdonszerzési jog, képviselet a szejmben, hivatalviselési jog stb.)
1789. december 2-án 294 fekete ruhába öltözött küldött békés felvonulást tartott Jan Dekert varsói polgármester vezetésével. A menet gyalogosan, illetve kocsin haladt az Óvárosi Piactéren (Rynek Starego Miasta) álló Régi Városházától (Ratusz Starego Miasta) Varsó utcáin át a Királyi Palotáig (Zamek Królewski). Itt II. Szaniszló Ágost lengyel királynak szóló petíciót adtak át, követelve a polgári jogok kiterjesztését a városiakra. A petíció egyik megfogalmazója és a tüntetés ötletadója Hugo Kołłątaj volt. A tüntetés mindazonáltal félelmet keltett, hogy a francia forradalomhoz hasonló események kezdődhetnek Lengyelországban is.
A szejmben ezt követően különbizottság (Deputacja w sprawie miast) alakult a városi jogokkal kapcsolatos politikai reform kidolgozására, amelynek során figyelembe vették a petícióban foglaltakat. A munka eredményeként 1791. április 18-án elfogadták a városokról szóló törvényt (Prawo o miastach). A jogszabályt nem sokra rá beépítették a korszakos jelentőségű 1791. évi május 3-i alkotmányba, így alkotmányos erőt nyert és annak részévé vált.

## Fordítás
- Ez a szócikk részben vagy egészben a Czarna_procesja című lengyel Wikipédia-szócikk ezen változatának fordításán alapul.  Az eredeti cikk szerkesztőit annak laptörténete sorolja fel. Ez a jelzés csupán a megfogalmazás eredetét és a szerzői jogokat jelzi, nem szolgál a cikkben szereplő információk forrásmegjelöléseként.
- Ez a szócikk részben vagy egészben a Black_Procession című angol Wikipédia-szócikk ezen változatának fordításán alapul.  Az eredeti cikk szerkesztőit annak laptörténete sorolja fel. Ez a jelzés csupán a megfogalmazás eredetét és a szerzői jogokat jelzi, nem szolgál a cikkben szereplő információk forrásmegjelöléseként.